# Teo võng mạc tiến triển
Teo võng mạc tiến triển (PRA) là một nhóm bệnh di truyền được thấy ở một số giống chó và hiếm khi xảy ra ở mèo. Tương tự như viêm võng mạc sắc tố ở người, bệnh này đặc trưng bởi sự thoái hóa hai chiều của võng mạc, gây mất thị lực và dần tiến trình nặng lên, đỉnh điểm của bệnh là gây mù. Tình trạng bệnh này trong gần như tất cả các giống được thừa hưởng như một đặc điểm lặn tự phát, ngoại trừ giống Chó Husky Siberia và Chó Bullmastiff. Không có cách điều trị bệnh này.

## Các loại PRA
Nói chung, PRA có đặc điểm đặc trưng khi mắc phận ban đầu là sự suy giảm chức năng tế bào tiếp nhận ánh sáng, tiếp sau đó là tế bào hình nón và vì lý do này, chứng mù đêm là dấu hiệu lâm sàng quan trọng đầu tiên cho hầu hết các con chó bị ảnh hưởng bởi PRA. Như các rối loạn võng mạc khác, PRA có thể được chia thành bệnh rối loạn chức năng, nơi các tế bào phát triển bất thường và thoái hóa hoặc các tế bào phát triển bình thường nhưng sau đó thoái hóa trong suốt cuộc đời của chó.
PRA dạng tổng quát là loại phổ biến nhất và gây teo tất cả các cấu trúc võng mạc thần kinh. Bệnh teo võng mạc tiến triển trung ương (CPRA) là một bệnh khác với PRA liên quan đến biểu mô sắc tố võng mạc (RPE), và còn được gọi là chứng rối loạn biểu mô võng mạc (RPED).